# Gary Gensler
Gary Gensler (Baltimore, 18 de octubre de 1957) es un empresario y político estadounidense. Presidente número 33 y actual de la Comisión de Bolsa y Valores de Estados Unidos desde el 17 de abril de 2021.

## Trayectoria
Gensler fue el undécimo presidente de la Comisión de Negociación de Futuros de Productos Básicos de Estados Unidos (Commodity Futures Trading Commission) bajo la presidencia de Barack Obama, del 26 de mayo de 2009 al 3 de enero de 2014. Fue Under Secretary of the Treasury for Domestic Finance de 1999 a 2001. Gensler fue también Assistant Secretary of the Treasury for Financial Markets de 1997 a 1999.
El 12 de enero de 2021, el entonces presidente electo Joe Biden nombró a Gensler para ser el 33° presidente de la Comisión de Bolsa y Valores de Estados Unidos. El 14 de abril de 2021, su nominación fue confirmada por el Senado con una votación de 53 a 45 votos.

## Regulación de las criptomonedas
Gensler ha sido un crítico constante de las criptomonedas, apuntando a la industria mediante la clasificación aleatoria de activos como valores sin proporcionar información o pautas claras sobre los criterios utilizados. Investigaciones de economistas publicadas en Finance Research Letters encontraron que las intervenciones regulatorias inesperadas de la SEC bajo Gensler generaron reacciones negativas prolongadas en los mercados de criptoactivos, poniendo en duda el mandato principal de la SEC de mantener mercados justos y ordenados.